# Ярцев, Михаил Петрович
Михаил Петрович Ярцев (1885—?) — Участник Первой мировой войны. Член профсоюза с 1917 г., член КПСС с 1931 г. Шахтный слесарь. Награжден орденом Ленина (1950).

## Биография
Родился в 1885 году в семье механика-самоучки, работника производственного комплекса прииска «Калата». Место рождения Нейво-Рудянка, там и закончил 3 класса начальной школы, так-как в Калате она была открыта только в 1895 году.
В 1907 году М. П. Ярцев был призван в царскую армию, служил в Петрограде до начала первой мировой войны, участником которой был и он. После возвращения с фронта началась трудовая деятельность. С 1902 года более 50 лет отработал на предприятиях Калаты: на рудоподъёмной машине, на водоотливе старой шахты Калата, районным инспектором труда в Невьянске и на других должностях комбината. 30 лет отработал в шахтах.
В 1931 году в числе ударников коммунистического труда Калатинский пролетариат посылает слесаря-ремонтника ш. Калата на экскурсию вокруг Европы на теплоходе «Украина».
М. П. Ярцев член профсоюза с 1917 г. Член партии с 1931 г., активный участник восстановления и пуска горнозаводского комбината. За ударную работу премирован на нескольких слётах ударников, был активистом общественником: членом пленума рабоче-поселкового совета, руководителем советской группы промышленной секции, все задания и поручения выполнял аккуратно и своевременно.
В рабочих коллективах пользовался доверием и авторитетом. За его исключительную самоотверженную работу в качестве шахтного слесаря и как активный пролетарский общественник награждён Орденом Ленина в 1950 году.

## Награды
Орден Ленина
За доблестный труд в Великой Отечественной войне 1941-1945 гг.